# Zalophus
Zalophus је род породице Otariidae коју чине морски лавови и фоке крзнашице из реда Carnivora. Роду Zalophus припадају ове три врсте , од којих је једна недавно изумрла:
- Zalophus californianus: Калифорнијски морски лав[2] —- настањује пацифичке обале Северне Америке;
- Zalophus japonicus: Јапански морски лав †[3] — настањивао је Јапанско море, од касних 1950-их сматра се изумрлим ;
- Zalophus wollebaeki: Галапагоски морски лав[4] — настањује острва Галапагос.

## Таксономија
Традиционално, галапагоски морски лав и јапански морски лав класификовани су као подврсте калифорнијског морског лава. Међутим, генетска студија из 2007. године открила је да су све три у ствари одвојене врсте. Изгледа да су се еволуционе линије калифорнијског и јапанског морског лава раздвојиле пре 2,2 милиона година током плиоцена. Калифорнијски морски лав разликује се од галапагоског морског лава по свом већем полном диморфизму.
Термин Zalophus, чине грчке речи za што значи "интензивно", и lophus, што значи "гребен".
  То се односи на избочени сагитални гребен мужјака, што разликује припаднике рода.

## Галерија
- Калифорнијски морски лав
- Јапански морски лав
- Галапагоски морски лав